# Уста
Вижте пояснителната страница за други значения на Уста.
Устната кухина е началната част на храносмилателната система. Храната се приема в нея и се смила механично.

## Анатомично устройство
Устната кухина се състои от преддверие и същинска устна кухина.
- Преддверие – представлява пространството навън от затворените зъбни редици. Включва устните, бузата и венците.
- Същинска устна кухина – вързва се с гълтача чрез устния провлак. В нея се включват езикът и зъбите.

### Венци
Меки тъкани в бозайниците и човека, покриващи челюстите около основата на зъбите. Виж гингивит. Венецът огражда шийката на зъба и се вдава между коронките на съседните зъби. Той представлява видоизменена, добре кръвоснабдена лигавица.

#### Гингивит
Възпаление на венците. Причини - лоша хигиена на устата, зъбен камък, инфекция, отравяния (с олово, живак) и др.

### Език
Мускулест орган в гръбначните животни, разположен в устната кухина. В кръглоустите е високоспециализиран, има на предния си край бодил. В рибите е лишен от мускули; слабата му подвижност се дължи на движението на подезичните дъги. В повечето земноводни е заловен предно - между долните челюсти. Във влечугите показва по-висока степен на развитие. В птиците е лишен от собствена мускулатура. В бозайниците е най-добре развит. Покрит е с лигавица, образуваща различни видове брадавички, в които са разположени сетивни нервни окончания (вкусови рецептори). Езикът участва в дъвкането, гълтането и гласообразуването (в човека – членоразделната реч).

## Рецептори
Анатомични образувания (свободни нервни окончания или специализирани клетки), възприемащи дразнения от външната (екстерорецептори) и вътрешната (интерорецептори) среда на организма на животните и човека. Трансформират енергията на дразнителя в биоелектрически потенциал (нервен импулс). В зависимост от вида на енергията, към която са максимално чувствителни, рецепторите биват механорецептори, термо-, фото-, осмо-, химиорецептори и др

## Биоелектрически потенциал, биотокове
Електрически потенциали в тъканите и клетките (главно в клетъчните мембрани) на организмите. Възникват и се изменят в резултат на нееднаквата пропускливост на клетъчната мембрана за натриеви и калиеви катиони (Na+, K+) и за аниони, намиращи се от двете и страни. Свързани са с процесите възбуждение и задържане у животните и човека и дразнимост на растенията. Биоелектрическите потенциали пораждат биотокове, чието регистриране е в основата на електрокардиографията, електроенцефалографията, електромиографията и др. Виж и електрически органи.

## Слюнчени жлези
Органи на храносмилателната система, произвеждащи слюнка. Слюнчени жлези имат някои червеи, мекотели, паякообразни, повечето насекоми и всички гръбначни животни (без рибите). Една от слюнчените жлези на отровните змии синтезира отрова. У бозайниците и човека малки слюнчени жлези са пръснати в лигавицата на небцето, устните, бузите и езика. Големите слюнчени жлези у човека са 3 чифта: околоушна, подчелюстна и подезична. Изградени са от жлезисти делчета, чиито отводни канали се отварят в устната кухина. Секрецията на слюнчените жлези се регулира от нервната система. Виж епидемичен паротит.

## Епидемичен паротит, заушки
Остра заразна болест, предимно у деца от 5 до 15 години. Причинител - парамиксовирус (Virus parotitidis); предава се по въздушно-капков път. Вирусът е сравнително неустойчив във външната среда и на антисептични разтвори. Входна врата най-често е лигавицата на носоглътката, по-рядко конюнктивата. Заболяването е със зимно-пролетна сезонност.Инкубационен период 11-21 дни. След първоначално размножаване в епителните клетки на входната врата, вирусът по кръвен път достига до жлезните, респективно нервните структури. Прояви: повишена температура, подуване на околоушните и др. слюнчени жлези, кожата над които е опъната, лъскава, но с непроменен цвят. Болезненост при палпация. По-рядко засяга семенниците (понякога причина за безплодие), задстомашната жлеза (панкреатит), мозъчните обвивки (менингит) и др. Вследствие на панкреатита може да се развие диабет, докато при паротитния менингоенцефалит прогнозата е добра, въпреки че има и смъртни случаи. Траен имунитет след преболедуване. Профилактика: чрез ваксина.